# 471 (číslo)
Čtyři sta sedmdesát jedna je přirozené číslo. Následuje po číslu čtyři sta sedmdesát a předchází číslu čtyři sta sedmdesát dva. Římskými číslicemi se zapisuje CDLXXI a řeckými číslicemi υοα.

## Matematika
471 je:
- Deficientní číslo
- Poloprvočíslo
- Nešťastné číslo

## Astronomie
- (471) Papagena je planetka hlavního pásu, kterou objevil v roce 1901 Max Wolf

## Roky
- 471
- 471 př. n. l.